# Schilt (Berg)
Der  Schilt ist ein Berg bei Ennenda in der Schweiz. Er gehört zu den Glarner Alpen. In Ennenda gilt er als Hausberg.

## Geschichte
Am 8. Januar 1893 wurde der Schilt von den Glarnern Christoph Iselin und Jacques Jenny erstmals bestiegen. Er ist der erste Schweizer Alpengipfel, der mit Skiern bestiegen wurde.

## Lage und Umgebung
Der Schilt liegt östlich von Ennenda in der Tektonikarena Sardona. Er ist Namensgeber der gleichnamigen Berggruppe Schilt, zu der auch der Fronalpstock gehört. Nördlich des Schilts liegen der Fronalpstock und der Skilift Schilt.

## Routen zum Gipfel

### Route 1
Am einfachsten erreicht man den Schilt über Ennenda und die Äugstenbahn. In Äugsten geht man nach Nordosten zur Alp Begligen, wo ein Weg direkt zum Gipfel führt.

### Route 2
Man fährt mit dem Auto zum Naturfreundehaus Fronalp. Ein Weg führt direkt auf den Schilt.

### Skitouren
Sehr beliebt ist der Schilt bei Skitourenfahrern, die den Schilt meistens über die Route 2 erreichen.